# CGMS
Pour les autres sens du sigle, voir Groupe de coordination pour les satellites météorologiques.
L'acronyme CGMS qui provient de l'anglais Copy Generation Management System signifie littéralement, système de gestion de génération de copie. Il s'apparente à une restriction anti-copie.
Ce dispositif électronique et logiciel a pour objet de restreindre l'enregistrement et la copie de signaux vidéo, notamment provenant de la télédiffusion.
Il est décliné sous deux formules ; le CGMS/A est adapté aux signaux analogiques et le CGMS/D concerne les signaux numériques.
Exploité commercialement aux États-Unis depuis 1995, ce procédé a été intégré à différentes normalisations internationales. Il est principalement exploité par certains télédiffuseurs (chaînes à péage) et dans certains magnétoscopes, numériscopes, DVDscopes, enregistreurs vidéo numériques et enregistreurs Blu-ray.
En France, certains diffuseurs comme Canalsat ou Iliad (Free) intègrent ce dispositif dans tout ou partie de leur offre de chaînes à péage.

## Principes généraux
Les appareils, récepteurs, décodeurs ou enregistreurs qui exploitent cette protection anti-copie vont soit interdire totalement l'enregistrement de l'émission ou du film reçu - l'écran affichant alors un message confirmant le blocage - soit permettre un enregistrement unique, toute copie de cet enregistrement devenant alors impossible. Selon les cas, la lecture de cet enregistrement peut être éventuellement strictement restreinte à l'appareil qui a enregistré le programme (DVDscope, Numériscope...).

## Spécifications
Pour les standards TV associés au PAL (vidéo 625 lignes), le CGMS/A exploite un signal spécifique véhiculé sur la ligne vidéo 23 ou WSS (wide screen signal), celle qui gère également l'identification relative aux formats (16/9 ou 4/3). Pour les standards conformes au NTSC (525 lignes), les lignes 19, 20, 21 ou 41 sont exploitées selon les formats vidéo (définition).

## Parades
Sur le principe d'autres protection anti-copie telles que le Macrovision, le verrouillage exploité sur les lignes du signal vidéo peut être filtré par un dispositif électronique. La version numérique CGMS/D nécessite un traitement plus complexe, exploitant par exemple un équipement professionnel (correcteur de base temporelle ou TBC).